# Arthur Zechlin
Arthur Zechlin (* 28. März 1849 in Ketschdorf, Kreis Schönau, Schlesien; † 1939) war ein deutscher Gymnasialdirektor und pommerscher Heimathistoriker.

## Leben
Nachdem Zechlin, der evangelischer Konfession war,  siebeneinhalb Jahre lang die Fürstin-Hedwig-Schule zu Neustettin besucht hatte, legte er dort, 21 Jahre alt, am 14. September 1870 die Hochschulreife-Prüfung ab. Er hatte zunächst ein Jurastudium in Angriff genommen, studierte dann jedoch Philologie, um die  Lehrerlaufbahn einzuschlagen. Sein Universitätsstudium schloss er mit der Promotion zum  Dr. phil. ab. Am 1. Oktober 1874 trat er sein erstes Amt als Lehrer an. Um 1882 war er ordentlicher Lehrer an der Landwirtschaftsschule in Schivelbein. Um 1886 wirkte er als Lehrer in Stettin.  Am 1. Mai 1889 wurde er  Direktor der städtischen Höheren Mädchenschule sowie der städtischen Mädchen-Mittelschule in Stade. Nach sieben Jahren in diesem Amt  wurde  er am 1. Juli 1896, 47 Jahre alt, Oberstudiendirektor der Höheren Mädchenschule (Wilhelm-Raabe-Schule) und des Lehrerinnenseminars zu Lüneburg; er bekleidete dieses Amt bis 1921, als er sich in den Ruhestand begab. Von ihm stammen mehrere Aufsätze zur Regionalgeschichte Hinterpommerns und der Neumark.  Er war langjähriges Mitglied der regional agierenden liberal-konservativen Deutsch-Hannoverschen Partei (DHP), die für die Restauration des Königshauses Hannover eintrat.
Zechlin war verheiratet. Sein Sohn Walter (1879–1962) wurde Diplomat und Staatsbeamter. Arthur Zechlins Sohn Erich Wilhelm (1883–1954), der Geschichtswissenschaften studiert und u. a. eine Abhandlung zur Geschichte der Krankenhäuser in Lüneburg veröffentlicht hatte, wurde Archivar und war später ebenfalls im diplomatischen Dienst tätig.

## Werke (Auswahl)
- Inschriften an Kirchengeräth aus Schivelbein und Umgebung. In: Baltische Studien. Band 33, Stettin 1883, S. 230–271 (Google Books).
- Stadt und Kreis Schivelbein während des Krieges 1806–12. Nach den Akten des Magistrats-Archivs und des Landrathsamtes in Schivelbein dargestellt. In: Baltische Studien, Band 32, Stettin 1882,  S. 237–337 (Google Books).
- Die charakteristischen Beziehungen Pommerns zu seiner Geschichte und seinen Bewohnern. In: Globus. Illustrierte Zeitschrift für Länder- und Völkerkunde. Band 45, Braunschweig 1884, S. 215–218 (online), S. 231–234 (Google Books),  S. 263–266 (Google Books) und S. 278–281 (Google Books).
- Die historische Entwicklung der gutsherrlich-bäuerlichen Verhältnisse im schivelbeiner Kreise. In: Baltische Studien,  35. Jahrgang, Stettin 1885, S. 33–98 (Google Books).
- Der Neustettiner Kreis. Historisch-topographisch dargestellt. In: Baltische Studien, Band 36, Heft 1, Stettin 1886, S. 1–54 (Google Books).
- Die ehemals neumärkischen Kreise Schivelbein und Dramburg, historisch-topographisch dargestellt. In: Baltische Studien, 36. Jahrgang, Stettin 1886, S. 81–124 (Google Books).
- Vocabularium zum Cornelius Nepos, 1887.[2]
- Geschichte der Stadt und des Kreises Schivelbein in chronologischer Form, Schivelbein 1890.
- Das Fürstentum Kammin. Historisch-topographisch dargestellt. In: Globus, Band 60, Nr. 14, Braunschweig 1891, S. 215–220  (Google Books), S. 232–238 (Google Books) und S. 246–252  (Google Books).
- Des  Amos Komenius Einfluss auf die Freimaurerei. In: Freimaurer-Zeitung. 46. Jahrgang, Leipzig 1892, S. 2–5 (online), S. 10–14 (Google Books) und S. 18–20 (Google Books).
- Geschichte der Stader Logen, Stade 1895.
- Heinrich Heines Beziehungen zu Lüneburg. In: Zeitschrift für den deutschen Unterricht, Band 16, 1902, S. 540–556.
- Geschichte der Loge „Selene zu den 3 Türmen“ in Lüneburg 1809–1908, Lüneburg 1909.
- Die Entwicklung des nationalen Staatsgedankens. In: Zum rauhen Stein, 1924, Heft 7, S. 108–112, und Heft 8/9, S. 123–127.
- Geschichte der Lüneburger höheren Bildungsanstalten für die weibliche Jugend, v. Stern, Lüneburg 1925.

## Mitgliedschaften
- Mitglied der politischen Partei DHP
- Während seiner Zeit in Stade hatte sich Zechlin  der Freimaurer-Bruderschaft „Friederike zur Unsterblichkeit“ angeschlossen.[11]  In Lüneburg wurde er Mitglied der Freimaurer-Bruderschaft „Selene zu den drey Thürmen“, der er von 1899 an 32 Jahre lang als Meister vom Stuhl diente.[12]

## Ehrungen
- Nach Geheimrat Dr. Arthur Zechlin wurde am 25. Oktober 1950 die Zechlinstraße in Lüneburg benannt.[9]